# 井内ひろし
井内 ひろし（いうち ひろし、1967年1月13日 - ）は、日本のゲームクリエイター。

## 来歴
1989年、コナミ株式会社に入社。アーケードゲーム開発に従事した。
1992年、同期の前川正人らと共にコナミから独立し、株式会社トレジャーを設立。主に背景グラフィックを担当した。一時はトレジャーを離れ、株式会社タイムワーナーインタラクティブに在籍していたが、タイムワーナーの解散に伴いトレジャーに復帰している。
2006年、トレジャーを退社し、フリーランスとなる。2011年には有限会社グレフに入社するも、2012年8月31日をもって退社した。2013年現在は有限会社エムツーに所属。

## 制作参加作品
CGデザイナーとしての参加が中心ではあるが、一部作品（主にシューティングゲーム）では企画、ディレクションなども担当している。
1. クォース - ポップビジュアルフューチャリスト（グラフィックデザイン）
2. エイリアンズ - スペシャルゲスト（キャラクターグラフィック）
3. エスケープキッズ - キャラクターグラフィック
4. ザ・シンプソンズ - スペシャルゲスト（キャラクターグラフィック）
5. バッキーオヘア - メインキャラクターデザイン
6. ガンスターヒーローズ - 背景グラフィック
7. 幽☆遊☆白書 魔強統一戦 - バトルフィールドグラフィック
8. エイリアンソルジャー - 背景グラフィック
9. ライトクルセイダー - キャラクター・背景グラフィック
10. 心霊呪殺師 太郎丸 - 背景・ボスグラフィック、ステージ構成、敵配置
11. レイディアントシルバーガン - 企画、ディレクター、背景グラフィック
12. 罪と罰 〜地球の継承者〜 - 背景グラフィック
13. 斑鳩 IKARUGA - 企画、ディレクター、背景グラフィック、音楽
14. グラディウスV - 企画、ディレクター、背景グラフィック
15. BLEACH バーサス・クルセイド - 背景グラフィック
16. 星霜鋼機ストラニア - 背景グラフィック
17. 哭牙 KOKUGA - 企画、ディレクター、背景グラフィック、エフェクト
18. 3D アフターバーナーII - 企画、グラフィック、スペシャルモード・ディレクター
19. 3D サンダーブレード - グラフィック
20. 魔神少女 エピソード3 -勇者と愚者- - ディレクター
21. ウブスナ UBUSUNA - 企画、ディレクター